# Рівняння Маєра
Рівня́ння (формула, співвідношення) Ма́єра (англ. Mayer's relation) — рівняння, що визначає для газів зв'язок між теплоємностями для ізобаричних (за сталого тиску) та ізохоричних (за сталого об'єму) процесів і має вигляд:
- для молярних теплоємностей: {\displaystyle C_{pm}=C_{vm}+R,};
- для питомих теплоємностей: {\displaystyle c_{p}=c_{v}+{\frac {R}{M}}},

де M — молярна маса газу, R — універсальна газова стала.
Ці співвідношення вперше були обґрунтовані у 1845 році німецьким дослідником Р. Маєром у його науковій публікації «Органічний рух у його зв'язку з обміном речовин» (нім. Die organische Bewegung im Zusammenhang mit dem Stoffwechsel).

## Загальні поняття
Якщо в результаті теплообміну тілу передається деяка кількість теплоти, то внутрішня енергія тіла і його температура змінюються. Кількість теплоти Q, що необхідна для нагрівання 1 кг речовини на 1 К називають питомою теплоємністю речовини c.
{\displaystyle c={\frac {Q}{m\Delta T}}.}
Часто використовують для зручності молярну теплоємність {\displaystyle C_{m}}:
{\displaystyle C_{m}=M\cdot c.}
Визначена таким способом теплоємність не є однозначною характеристикою речовини. Відповідно до першого закону термодинаміки зміна внутрішньої енергії тіла залежить не лише від отриманої кількості теплоти, а й від роботи, виконаної тілом. Залежно від умов, при яких здійснювався процес теплопередачі, тіло могло здійснювати різну роботу. Тому однакова кількість теплоти, передана тілу, може викликати різні зміни його внутрішньої енергії і, отже, температури.
Така неоднозначність визначення теплоємності характерна лише для газоподібної речовини. При нагріванні рідких і твердих тіл їх об'єм практично не змінюється, і робота розширення прямує до нуля. Тому вся кількість теплоти, отримана тілом, йде на зміну його внутрішньої енергії. На відміну від рідин і твердих тіл, газ в процесі теплопередачі може суттєво змінювати свій об'єм і здійснювати при цьому роботу. Тому теплоємність газоподібної речовини залежить ще від характеру термодинамічного процесу.

## Доведення
Зазвичай розглядають два значення теплоємності газів: {\displaystyle C_{vm}} — молярна теплоємність в ізохорному процесі (V = const) і {\displaystyle C_{pm}} — молярна теплоємність в ізобарному процесі (p = const).
У термодинамічному процесі за сталого об'єму газ роботи не здійснює: A = 0. З першого закону термодинаміки для 1 моля газу випливає:
{\displaystyle Q_{v}=C_{vm}\Delta T=\Delta U.}
Зміна ΔU внутрішньої енергії газу прямо пропорційна до зміни ΔT його температури.
Для процесу, перебіг якого відбувається за сталого тиску перший закон термодинаміки дає:
{\displaystyle Q_{p}=\Delta U+p(V_{2}-V_{1})=C_{vm}\Delta T+p\Delta V,}
де ΔV — зміна об'єму одного моля ідеального газу при зміні його температури на ΔT. Звідси випливає:
{\displaystyle C_{pm}={\frac {Q_{p}}{\Delta T}}=C_{vm}+p{\frac {\Delta V}{\Delta T}}.}
Відношення {\displaystyle {\frac {\Delta V}{\Delta T}}} може бути визначене з рівняння стану ідеального газу, записаного для одного моля:
{\displaystyle pV=RT.}
При p=const
{\displaystyle p\Delta V=R\Delta T} або {\displaystyle {\frac {\Delta V}{\Delta T}}={\frac {R}{p}}}.
Таким чином, співвідношення, що описує зв’язок між молярними теплоємностями набуде вигляду (формула Маєра)
{\displaystyle C_{pm}=C_{vm}+R.}
Молярна теплоємність {\displaystyle C_{pm}} газу в термодинамічному процесі, що відбувається за сталого тиску завжди більша за молярну теплоємність {\displaystyle C_{vm}} у процесі при сталому об'ємі.
Відношення теплоємностей в процесах з постійним тиском і постійним об'ємом носить назву «показник адіабати» ({\displaystyle \gamma }) і відіграє важливу роль в термодинаміці:
{\displaystyle \gamma ={\frac {C_{pm}}{C_{vm}}}}.
З рівняння Маєра випливає, що:
{\displaystyle c_{vm}={\frac {R}{\gamma -1}}} або {\displaystyle c_{v}={\frac {R}{(\gamma -1)M}};}
{\displaystyle c_{pm}={\frac {\gamma R}{\gamma -1}}} або {\displaystyle c_{p}={\frac {\gamma R}{(\gamma -1)M}}.}